# Muzejska građa
Pojam muzejska građa podrazumijeva sve vrste predmeta koje se sakupljaju, opisuju i prezentiraju kao muzejski predmeti, dakle sva civilizacijska, kulturna i prirodna dobra kao dio nacionalne i općeljudske baštine. Muzejsku građu čine muzejski predmeti koji se organiziraju u zbirke muzejskih predmeta prema raznim kriterijima. To na primjer može biti prema materijalu, razdoblju nastanka, stilskim obilježjima, autoru, temi, teritoriju, tehnici, određenoj znanstvenoj disciplini. Muzejska građa je uvjet za funkcioniranje jedne muzejske ustanove, jer se osoblje muzeja koristi muzejskom građom za obavljanje muzeološke funkcije.
U muzejsku građu se ubrajaju:
- Pokretne i nepokretne stvari od umjetničkoga, povijesnoga, paleontološkoga, arheološkoga, antropološkog i znanstvenog značenja
- Arheološka nalazišta i arheološke zone, krajolici i njihovi dijelovi koji svjedoče o čovjekovoj prisutnosti u prostoru, a imaju umjetničku, povijesnu i antropološku vrijednost
- Nematerijalni oblici i pojave čovjekova duhovnog stvaralaštva u prošlosti kao i dokumentacija i bibliografska baština
- Zgrade, odnosno prostori u kojima se trajno čuvaju ili izlažu kulturna dobra i dokumentacija o njima

## Prikupljanje muzejske građe
Svrha prikupljanja muzejska građa je da služiti sadašnjem i budućem interesu istraživanja, zaštite te prezentaciji građe. Sakupljanje muzejske građe se može odvijati na razne načine. Jedan od načina je doniranje kako bi se donatorove zbirke ostavile za buduće generacije. Isto tako se nova muzejska građa može pribaviti otkupom građe, terenskim istraživanjem ili razmjenom. Bitno je da se to prikupljanje odvija sustavno i prema objektivnim, racionalnim i znanstvenim kriterijima. Svako novo nabavljanje muzejske građe se mora temeljiti na pisanom ugovoru ili drugoj ispravi o prijenosu vlasništva, pravu korištenja autorskog djela ili sličnoj pravnoj osnovi.

## Stručna obrada muzejske građe
Stručna obrada muzejske građe se odnosi na postupke od otkupa do deponiranja muzejske građe. Obradu muzejske građe provodi muzej a sastoji se prema Zakonu o muzejima od sljedećeg: 
- Identifikacije, determinacije, klasifikacije, kategorizacije
- Analize i opisa
- Vrednovanja i interpretacije
- Stručnog istraživanja
- Dokumentiranja

Vođenje dokumentacije o muzejskog građi se u današnje vrijeme u većini muzeja odvija pomoću računalne obrade muzejske građe Integriranim muzejskim informacijskim sustavom M++. Zahvaljujući tom programu se muzejska dokumentacija građe lakše i pouzdanije obrađuje, pohranjuje na sigurno te jednostavnije razmjenjuje.

## Čuvanje i zaštita muzejske građe
Prema zakonu o muzejima potrebno je muzejsku građu štititi kao kulturno dobro te se na nju primjenjuju razni propisi o zaštiti kulturnih dobara. Zaštita se između ostalog sastoji od osiguranja odgovarajuće temperature i relativne vlažnosti zraka, osiguranja svjetlosnih uvjeta (zračenja), uništavanja nametnika, kontrolu ljudi (osoblja i korisnika) kao i prevencije djelovanja štetnih tvari. Cjelokupna zaštita muzejske građe je u muzeologiji poznata pod pojmom konzerviranje-restauriranje a pravo na konzerviranje imaju samo za to specijalizirani stručnjaci. Pri konzerviranju se štite sljedeće stvari:
- materijal
- oblik i struktura

## Prostori i osoblje koje radi na zaštiti muzejske građe
Nužni prostori za zaštitu muzejske građe ,znači muzejske čuvaonice (depoi) bi trebale biti prostori kvalitetno uređenih spremišta s potrebnim uvjetima, dakle odgovarajućom temperaturom i relativnom vlažnosti zraka i osiguranim primjerenim svjetlosnim uvjetima. Također bi ti prostori trebali biti organizirani prema vrstama materijala od kojih se građa sastoji. Uz prostore za zaštitu muzejske građe često su smješteni i prostori za konzerviranje i restauriranje. Takvi prostori uvijek imaju poseban pristup, strogo su zaštićeni te imaju posebne uvjete za ulaz i izlaz. Kod nas nije neuobičajeno da nekoliko muzeja dijele jedan takav prostor kako bi se izbjegli veliki troškovi održavanja tih prostora te održala složenost njegove infrastrukture.Na zaštiti građe u našim muzejima neposredno rade konzervatori restauratori i preparatori tj. konzervatori tehničari,s time da se donošenje svih važnijih odluka odvija u suradnji s kustosom nadležnim za građu na kojoj se radi.

## Unutarnje poveznice
- Kustos (muzej)
- Konzervator restaurator
- Konzervator tehničar
- Dokumentiranje kulturne baštine
- Konzervatorsko-restauratorske organizacije
- školovanje konzervatora restauratora
- teorija konzerviranja restauriranja
- metodika konzerviranja restauriranja